# Проект на структурен план
Проект на структурен план (на немски: Projektstrukturplan) е резултат от разделянето на проекта на планируеми и контролируеми елементи . Други наименования са разделяне и разпределяне на съставните задачи (на английски: breakdown of project work structure) или съставна структура на работата (с дърво на задачите), тоест това е подразделяне на задачите в рамките на един проект. Най-често се изобразява във формата на дървовидна диаграма, в която разглежданият проект има корен, а всеки връх има за деца заданията, които го съставляват като компоненти . Този вид структурно изобразяване се използва и във фирмите и особено големите корпорации, като при тях самата планова структура, за да се оразличи, може да използва и различни, от дървовидния модели на структурно планиране, като например компонентни диаграми, диаграми на профилите (ИИ мениджмънт). Общото между диаграмите на корпоративните организационни структури и диаграмата на струтура на проект , е тяхната ориентираност към предостянето на визуализация за разпределянето на работата , която трябва да бъде изпълнена от екипите като цяло в компанията, и съответно на екипите по дадения проект, за да отговори на целите на това задание (task) и създаване на необходимите резултати, където всяко ниво надолу по веригата подпомага и представлява доклади (reports) с подробности за работата по проекта.
При разработването на съставната структура по проект има предимството, че дадения проект се разпределя или дори „раздробява“ (ако става дума за съвсем малки елементи на проекта) на по-малки и по-лесни за планиране и управление части .
За да бъде предадена необходимата допълнителна информация, към дървовидната диаграма се прилага документ, наричан речник на съставната структура или описание на работата. Препоръчително е в него за всяко задание да има кратко описание (което описва обхвата), очаквана продължителност и цена (в пари или ресурси), както и името на ръководителя на работното задание.